# Corrado Mezzana
Corrado Mezzana (Roma, 7 giugno 1890 – Roma, 15 settembre 1952) è stato un pittore italiano.

## Biografia
Corrado Mezzana nacque a Roma il 7 giugno 1890. 
A partire dal 1906 si dedicò a imparare le tecniche pittoriche.
Nel 1912 si laureò in giurisprudenza.
Nel 1914 conseguì l’abilitazione all’insegnamento del disegno negli istituti artistici. 
In quegli anni espose in moltissime mostre (Mostra della Società degli amatori e cultori di belle arti a Roma, Esposizione internazionale di San Francisco, etc).
Durante la prima guerra mondiale fu ufficiale di artiglieria. 
Nel primo dopoguerra continuò nella sua attività pittorica e pubblicistica e in quella espositiva partecipando alla seconda e terza Biennale di Roma. 
Negli anni Trenta iniziò la sua attività per i bozzetti di francobolli di cui diventò il più grande disegnatore italiano .
Infatti realizzò le principali serie di francobolli emessi nel Regno d'Italia durante gli anni Trenta e Quaranta: Bimillenario della nascita di Virgilio nel 1930; Decennale della marcia su Roma (1932); Bimillenario della nascita di Augusto (1937); Proclamazione dell’Impero (1938); Bimillenario della nascita di Tito Livio (1941); Asse Roma-Berlino (1941); Terzo centenario della morte di Galileo Galilei (1942).
Fu anche autore di emissioni della Città del Vaticano: Sesto Congresso internazionale di Archeologia Cristiana (1938); Incoronazione di Pio XII (1939); Quarto centenario della Pontificia Accademia dei Virtuosi al Pantheon (1944); Quarto centenario dell’inizio del Concilio di Trento (1946); Storia della basilica di S. Pietro (1953 postuma). 
Nel dopoguerra realizzò una serie per San Marino (Omaggio a Roosevelt - 1947) e continuò la sua produzione per la filatelia italiana: Sesto centenario della nascita di Santa Caterina da Siena (1948); Centenario del Risorgimento italiano (1948).
Nel 1950 realizzò la sua serie più famosa: Italia al lavoro, 19 francobolli dedicati alle regioni italiane (l’Abruzzo e il Molise erano allora uniti).
Nel 1990, per il centenario della nascita, Mezzana fu ricordato in un’emissione con il valore di 600 lire, apparsa in occasione della Quinta giornata della filatelia, avente come soggetto il suo autoritratto.